# Andrei Wiktorowitsch Kudinow
Andrei Wiktorowitsch Kudinow (russisch Андрей Викторович Кудинов; * 28. Juni 1970 in Tscheljabinsk, Russische SFSR) ist ein ehemaliger russischer Eishockeyspieler, der in seiner aktiven Zeit von 1990 bis 2004 unter anderem für den HK Metallurg Magnitogorsk in der russischen Superliga gespielt hat. 

## Karriere
Andrei Kudinow begann seine Karriere als Eishockeyspieler in seiner Heimatstadt in der Jugend des HK Traktor Tscheljabinsk, für dessen Profimannschaft er in der Saison 1990/91 in der zweitklassigen Wysschaja Liga sein Debüt gab und in seinem Rookiejahr in die Superliga aufstieg. Nachdem der Angreifer in der Saison 1992/93 mit Traktor Tscheljabinsk GUS-Vizemeister wurde, wurde er im NHL Entry Draft 1993 in der zehnten Runde als insgesamt 242. Spieler von den New York Rangers ausgewählt, für die er allerdings nie spielte. Stattdessen lief der Russe von 1993 bis 1996 für deren Farmteam aus der American Hockey League, die Binghamton Rangers, auf. 
Anschließend kehrte er nach Russland zurück, wo er die folgenden sechs Spielzeiten beim HK Metallurg Magnitogorsk verbrachte, mit dem er 1999 und 2001 jeweils Russischer Meister wurde. Zudem gewann er 1999 und 2000 mit seiner Mannschaft jeweils die European Hockey League sowie 1998 den Russischen Pokal. In der Saison 1997/98 scheiterte Kudinow mit Metallurg im Finale um die Meisterschaft an Ak Bars Kasan. Im Sommer 2002 erhielt der Linksschütze einen Vertrag beim HK Metschel Tscheljabinsk aus seiner Heimatstadt, mit dem er am Saisonende in die Wysschaja Liga abstieg. Daraufhin verließ er den Verein und schloss sich dem Erstligisten Chimik Woskressensk an, ehe er im Laufe der Saison 2003/04 zum Zweitligisten Molot-Prikamje Perm wechselte, bei dem er 2004 seine Laufbahn beendete. 

## Erfolge und Auszeichnungen
| - 1991 Aufstieg in die Superliga mit dem HK Traktor Tscheljabinsk - 1993 GUS-Vizemeister mit dem HK Traktor Tscheljabinsk - 1998 Russischer Vizemeister mit dem HK Metallurg Magnitogorsk - 1998 Russischer Pokalsieger mit dem HK Metallurg Magnitogorsk - 1999 European-Hockey-League-Gewinn mit dem HK Metallurg Magnitogorsk | - 1999 Russischer Meister mit dem HK Metallurg Magnitogorsk - 2000 European-Hockey-League-Gewinn mit dem HK Metallurg Magnitogorsk - 2001 Russischer Meister mit dem HK Metallurg Magnitogorsk |

## AHL-Statistik
(Stand: Ende der Saison 2008/09)